# Pyhrn Autobahn
Die Pyhrn Autobahn A9 ist eine wichtige Nord-Süd-Achse in Österreich. Sie führt (als Fortsetzung der Innkreis Autobahn A8) auf einer Länge von 230 Kilometern vom Knoten Voralpenkreuz bei Sattledt über Graz bis zur Grenze zu Slowenien bei Spielfeld, wo sie in die slowenische Autobahn A1 mündet. Im Dezember 2004 wurde das etwa acht Kilometer lange letzte Teilstück der A9 zwischen Inzersdorf und Schön fertiggestellt. Sie ist nach der Süd Autobahn A2 und West Autobahn A1 die drittlängste Autobahn Österreichs.
Die Europastraße E57 wird über die gesamte Trasse der Pyhrn Autobahn geführt. Ab dem Knoten Graz-West wird auch die E59 in südlicher Richtung über die A9 geführt. Darüber hinaus wurde bis zu einer Änderung der Streckenführungen auch die E93 ab dem Knoten Peggau-Deutschfeistritz in südlicher Richtung über die A9 geführt. Auf manchen Beschilderungen ist jedoch bis heute die E93 angeschrieben.

## Geschichte
Die Pyhrn Autobahn verbindet die Großräume Graz und Linz und damit die zweitgrößte mit der drittgrößten Stadt Österreichs. Ebenso übernahm sie abschnittsweise die Funktion der früheren Gastarbeiterroute und entlastete damit die Bundesstraßen. Die bedeutende Verkehrsroute, die überregional Nürnberg mit Zagreb verknüpft, ist eine der wichtigsten Alpentransitrouten. Die Gesamtfertigstellung dauerte 33 Jahre und erfolgte zwischen 1971 und 2004 in zahlreichen Teilabschnitten:
| Eröffnung  | Streckenabschnitt | Länge in km |
| ---------- | --- | ----------- |
| 16.12.1971 | ASt Gratkorn – HASt Graz-Nord | 00,934      |
| 01.12.1973 | ASt Graz-Webling – Knoten Graz-West | 04,230      |
| 31.07.1974 | Knoten Graz-West – ASt Wildon (linke RFB) | 12,719      |
| 15.11.1975 | Knoten Graz-West – ASt Wildon (rechte RFB) |             |
| 11.08.1978 | Knoten St. Michael – Knoten Peggau-Deutschfeistritz mit Gleinalmtunnel (1. Röhre im Gegenverkehr; 2. Röhre am 21. Juli 2017 eröffnet, danach Gegenverkehr in dieser Röhre bis 20. Dezember 2019) | 32,594      |
| 14.12.1978 | ASt Wildon – ASt Leibnitz (linke RFB) | 12,424      |
| 12.10.1979 | ASt Wildon – ASt Leibnitz (rechte RFB) |             |
| 12.10.1979 | ASt Traboch – Knoten St. Michael (linke RFB) | 04,033      |
| 25.06.1980 | ASt Traboch – Knoten St. Michael (rechte RFB) |             |
| 28.06.1980 | ASt Liezen – Rottenmann-Nord (rechte RFB) | 03,294      |
| 06.12.1982 | ASt Leibnitz – ASt Vogau-Straß (rechte RFB) | 0 7,981     |
| 29.06.1983 | Knoten Peggau/Deutschfeistritz – ASt Gratkorn | 08,053      |
| 21.10.1983 | ASt Spital am Pyhrn – ASt Liezen (linke RFB) mit Bosrucktunnel (1. Röhre im Gegenverkehr; 2. Röhre erst 19. Juli 2013), Verkehrsfreigabe beider Tunnelröhren erfolgte am 19. Oktober 2015.       | 12,348      |
| 06.12.1983 | ASt Leibnitz – ASt Vogau-Straß (linke RFB) |             |
| 20.10.1984 | Rottenmann-Süd – Gaishorn (rechte RFB) | 12,134      |
| 17.12.1985 | ASt Roßleithen – ASt Spital am Pyhrn (linke RFB) | 09,190      |
| 05.08.1986 | ASt Roßleithen – ASt Spital am Pyhrn (rechte RFB) |             |
| 27.06.1987 | HASt Graz-Nord – ASt Graz-Webling (Plabutschtunnel) (vorläufig nur die Oströhre mit Gegenverkehr; 2. Röhre Jänner 2004, Gegenverkehrsbetrieb blieb noch etwa ein Jahr)                           | 10,684      |
| 30.06.1988 | ASt Vogau-Straß – ASt Spielfeld (rechte RFB) | 05,911      |
| 02.09.1988 | Rottenmann-Süd – Gaishorn (linke RFB) |             |
| 30.06.1989 | ASt Vogau-Straß – ASt Spielfeld (linke RFB) |             |
| 27.06.1990 | Knoten Voralpenkreuz – ASt Inzersdorf im Kremstal | 15,820      |
| 03.07.1990 | Rottenmann-Nord – Rottenmann-Süd (rechte RFB) | 05,421      |
| 18.09.1991 | ASt Spielfeld – Staatsgrenze bei Spielfeld | 01,860      |
| 30.10.1991 | Gaishorn – Wald | 10,733      |
| 30.10.1991 | ASt Mautern – ASt Traboch | 13,977      |
| 05.08.1992 | Melling – ASt Mautern | 06,796      |
| 26.05.1993 | Wald – Melling | 07,176      |
| 08.11.1997 | St. Pankraz – ASt Roßleithen | 07,974      |
| 30.10.2000 | ASt Liezen – Rottenmann-Nord (rechte RFB) |             |
| 30.10.2000 | Rottenmann-Nord – Rottenmann-Süd (linke RFB) |             |
| 19.09.2003 | ASt Schön – St. Pankraz | 14,000      |
| 18.12.2004 | ASt Inzersdorf – ASt Schön | 09,734      |

## Streckenverlauf
Die Pyhrnautobahn beginnt auf einem Riedel über dem Aiterbachtal am Voralpenkreuz. Auf dem zerfurchten breiten Geländerücken zwischen Aiterbachtal und Kremstal geführt, wird etwa bei Sautern schließlich der Talgrund des Kremstales erreicht und diesem bis Micheldorf, zunehmend in westseitiger Hanglage, gefolgt. Ab Micheldorf gelangt man über eine dezente Talwasserscheide bei Schön mittels Tunnelkette durch 2 Bergsporne ins Steyrtal bei Klaus. Der Fluss wird umgehend übersetzt und das Betonband wechselt auf die östliche Talseite des tief eingeschnittenen Tals. Die aufwändige Linienführung im Berg (unter Überbrückung mehrerer imposanter Seitengräben) wird als Tunnelkette Klaus bezeichnet.
Hoch über der Teichlmündung in die Steyr liegt auf einer Terrasse der Bahnhof Hinterstoder. Hier quert auch die Pyhrnautobahn die Teichl und wechselt in nunmehr offener Bauweise an den westseitigen Teichltalhang. Ab Stummergut wird die Teichl wiederholt von der Autobahn gequert, ehe das Talrelief bei Windischgarsten wieder etwas ruhiger wird. Die Trasse steigt, Spital am Pyhrn passierend, wiederum am Westhang des Tals nunmehr bis zum Nordportal des Bosrucktunnels auf. Auf der Südseite des Bosruckmassivs, bereits in der Steiermark, verliert die Straße ab dem Südportal bei Ardning an der Nordflanke des Ennstals parallel zur Pyhrnbahn an Höhe, quert das weite Ennstal bei Seltzhal und schwenkt in das Paltental ein. Weitgehend im Talgrund bis Gaishorn Richtung Südosten führend, steigt die Autobahn ab Gaishorn in südlicher Hanglage steiler bergan, wechselt bei Treglwang die Talhangseite und erreicht parallel zur Schoberpassstrecke der Rudolfsbahn den Sattel bei Wald am Schoberpass. Bergab im zunächst engen Liesingtal geht es dann in nördlicher Hanglage teils unter Tage, ehe ab Kalwang der breitere Talboden der Linienführung Raum bietet.
Bei St. Michael wird das Murtal gequert und im Lainsachbachtal der Aufstieg zum Gleinalmtunnel bewältigt. Auf der anderen Bergseite geht es merklich fallend über dem Kleintalgraben bis Übelbach, wo im gleichnamigen Gewässertal an den Südhang übersetzt wird. Kurz vor Deutschfeistritz ist der Talboden erreicht und letztgenannter Ort wird mit einem Tunnel an der Westflanke des Murtals umfahren, ehe die Mur erreicht und übersetzt ist. Am östlichen Talrand geht es nun bis kurz vor Gratkorn, dessen Becken mittels einer großzügigen, tunnelversehenen Ostumfahrung am Gebirgsfuß umrundet wird. Nach Querung des Murtals bei Raach tritt die Pyhrnautobahn in den Plabutschtunnel zur Westumgehung von Graz ein. Bei Webling erreicht man wieder das Tageslicht und strebt südwärts im weiten Grazer Becken, passiert einen Höhenrücken westlich von Wildon und erreicht bei Lebring nahezu die Mur. Dem weiten Murtal wird bis Spielfeld gefolgt, von wo aus die Autobahn in einem kleinen Seitengraben bis zur Staatsgrenze mit Slowenien in die Windischen Bühel ansteigt.

## Sondermautstrecke
Auf der Autobahn befinden sich zwei Sondermautstrecken, die nicht der Vignettenpflicht unterliegen, weshalb die Maut an den Mautstationen in bar oder per Videomaut bezahlt werden muss (Einzelfahrt Pkw, Stand Juni 2025):
- Gleinalmtunnel € 11,50
- Bosrucktunnel € 7,00

## Ausbaustand

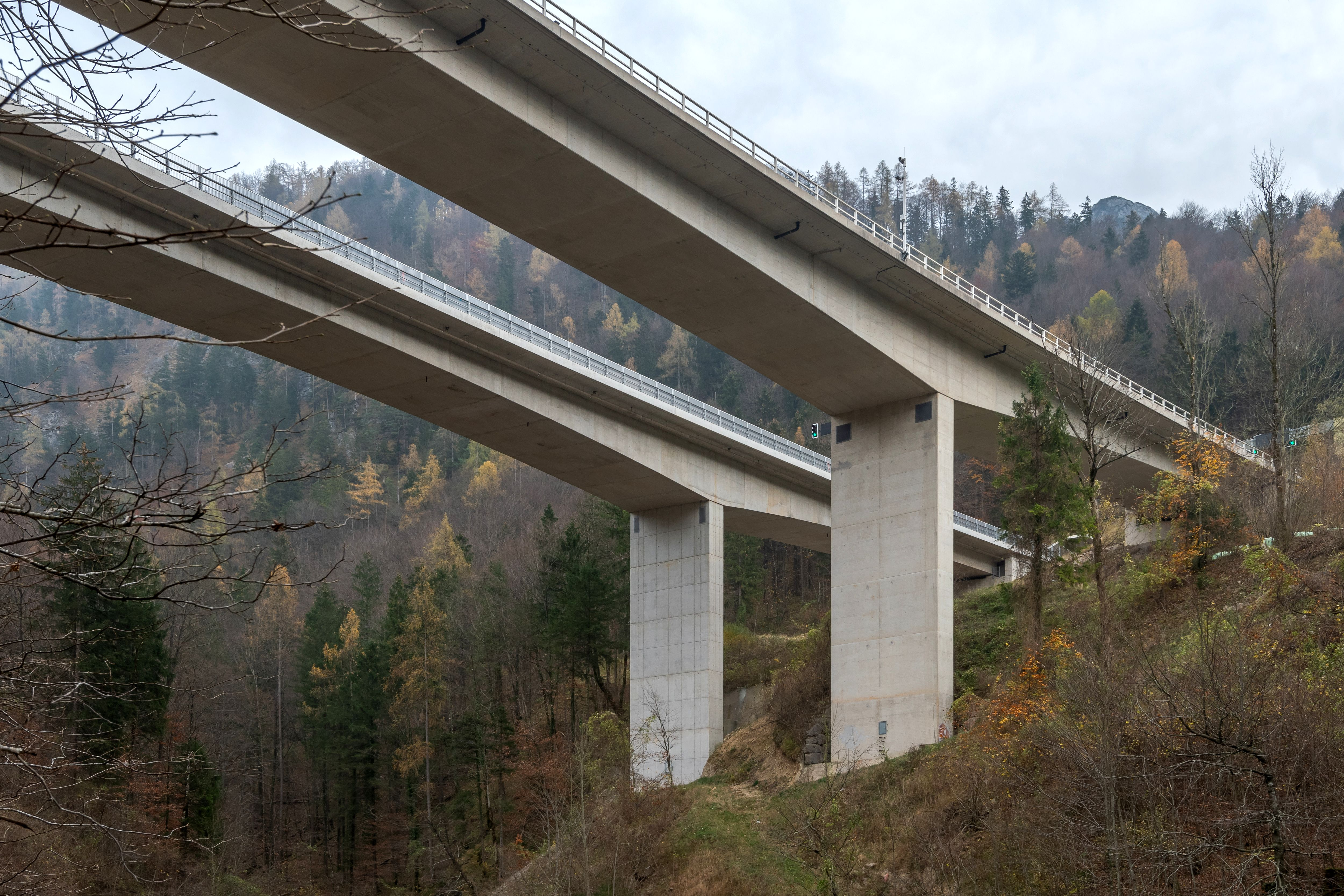
Die Pertlgrabenbrücken in Klaus an der Pyhrnbahn

Die Autobahn ist vierstreifig, bei Graz sechsstreifig befahrbar.
Die Abschnitte vom Knoten Peggau/Deutschfeistritz bis Graz-Nord und Graz-Webling bis Knoten Graz-West sind aufgrund des starken Verkehrsaufkommens sechsstreifig ausgebaut.
Die zweite Röhre des Lainbergtunnels inklusive Kurztunnel ist seit Anfang 2009 fertig und somit befahrbar. Die zweite Röhre des Bosrucktunnels mit Hangbrücke Ardning wurde im Juli 2013 fertiggestellt. Die Sanierung der Bestandsröhre wurde im Oktober 2015 abgeschlossen. Seit dem 19. Oktober 2015 ist der Bosrucktunnel vierspurig und damit ohne Gegenverkehr befahrbar.
Der Ausbau der Tunnelkette Klaus hatte Ende 2013 mit der Errichtung von Brückenobjekten begonnen. Die zweiten Tunnelröhren wurden ab Ende 2014 gebaut und sind seit dem 15. September 2017 in Betrieb. Danach wurden die Bestandsröhren saniert. Am 19. Dezember 2018 erfolgte die Gesamtfreigabe der Tunnelkette Klaus.
Von September 2013 bis Juli 2017 wurde auch der Gleinalmtunnel mit einer zweiten Röhre ausgestattet. Am 21. Juli 2017 ging die neu errichtete Röhre in Betrieb, zwischen Herbst 2017 und Dezember 2019 wurde die Bestandsröhre saniert. Seit dem 20. Dezember 2019 ist auch der Gleinalmtunnel vierspurig und damit ohne Gegenverkehr befahrbar.
Nach Vollendung dieser Ausbaumaßnahmen ist die gesamte Pyhrn Autobahn ohne Gegenverkehrsbereiche befahrbar.

### Neue Anschlussstelle
Da über die Anschlussstelle Wildon sehr viel Verkehr in bzw. aus Richtung Westen in das Laßnitztal führte und dieser u. a. die Ortsdurchfahrt von Kleinweitendorf überlastete, wurde die HASt Hengsberg zur L601 Schröttenstraße gebaut und am 22. Juni 2018 freigegeben.

### Dreispuriger Ausbau zwischen Graz und Hengsberg
Aufgrund der hohen Anzahl an Fahrzeugen, die von Graz in den Süden fahren, kommt es häufig zu Staus. Um dem entgegenzutreten, wurde ein Ausbau des Abschnitts Graz–Hengsberg auf je drei Fahrstreifen pro Fahrtrichtung geplant. Nach einer Evaluierung des Projekts im November 2021 hat Klimaschutzministerin Leonore Gewessler mitgeteilt, dass der Ausbau nicht mehr weiterverfolgt wird. Jedoch sind laut einer Umfrage vom Jänner 2022 88 % der betroffenen Anrainerinnen und Anrainer für einen dreispurigen Ausbau der A9.

## Interessante Straßenbauwerke im Verlauf der Strecke

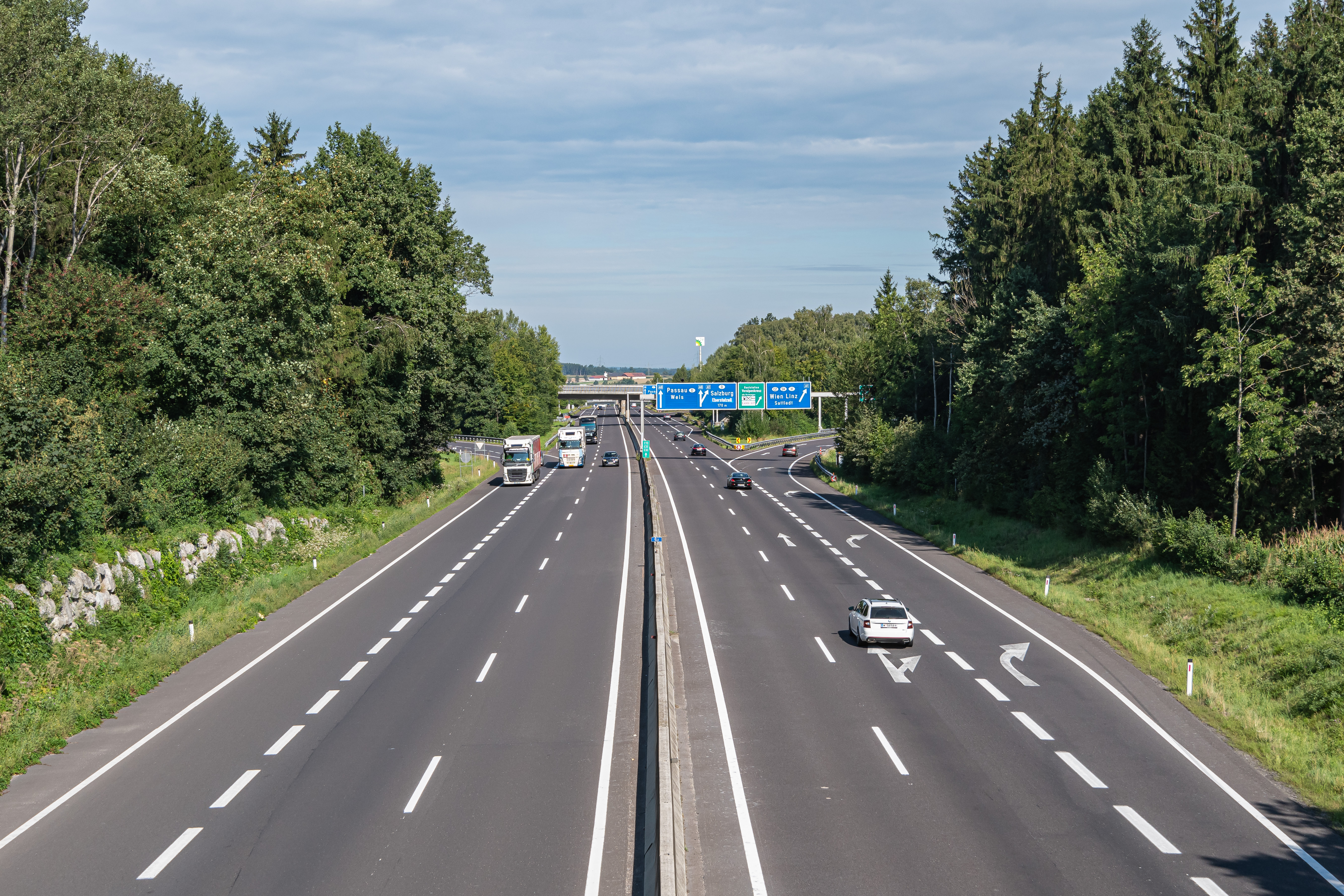
Knoten Voralpenkreuz

- Unterflurtrasse Kirchdorf an der Krems
- Tunnelkette Klaus
- Bosrucktunnel
- Knoten Selzthal (RFB Linz) mit Abfahrt Ennstal links
- Nichtöffentliche Ein- und Ausfahrt bei Selzthal (im Schienenersatzverkehr der Pyhrnbahn genutzt)
- Moorbrücke bei Trieben: Im Bereich des Triebener Moores ist die Autobahn über einen Abschnitt von etwa 5,5 km als Brücke ausgeführt, die auf zahlreichen Pfeilern im Moorboden ruht.
- Knoten St. Michael (Kreisverkehr mit Anschlüssen zur Semmering Schnellstraße S 6 und zur Murtal Schnellstraße S 36)
- Gleinalmtunnel
- Tunnel Gratkorn Nord/Süd
- Plabutschtunnel, zweitlängster Doppelröhren-Tunnel Europas
- Beleuchtungsanlage mit blauen LED-Leuchten zwischen dem Knoten Graz-Webling und der Anschlussstelle Seiersberg
- Knoten Graz-West (mit Anschlüssen zur Süd Autobahn A 2)

## Verkehrsbeeinflussungsanlage
Auf Grund des Immissionsschutzgesetzes Luft (IG-L) wurde im Jahr 2009 eine Verkehrsbeeinflussungsanlage (VBA) mit LED-Wechselverkehrszeichen im Abschnitt Gratkorn-Nord – Leibnitz errichtet. Bei zu hoher Feinstaubbelastung wird das Tempolimit automatisch auf 100 km/h reduziert (sog. Feinstaub-Hunderter). Auch wird der Autofahrer vor Nebel und Gefahren gewarnt. Ebenso befinden sich LED-Verkehrsinfotafeln am Knoten St. Michael, die vor Baustellen, Tunnelsperren und Stau warnen.
Nach dem Lückenschluss der S 35 bietet die Strecke S 6 — S 35 eine Alternative zum unfallträchtigen und sondermautpflichtigen Gleinalmtunnel. Mit dem Abschluss der Bauarbeiten wurde rund um die Knotenbereiche Graz-West, Bruck, St. Michael und Peggau-Deutschfeistritz die neue Wechselwegweisung Steiermark in Betrieb genommen. Damit können Verkehrsteilnehmer im Fall von Streckensperren über Wegweiser und elektronischen Anzeigetafeln großräumig umgeleitet werden und sich so einen Stau auf ihrer Strecke ersparen.

## Section-Control-Anlage
Am 10. Oktober 2011 wurde im Bereich des Plabutschtunnels in beiden Fahrtrichtungen eine Section-Control-Anlage in Betrieb genommen. Damit soll die Anzahl der Unfälle, welche zumeist auf Grund der Nichteinhaltung der Geschwindigkeitsbeschränkung passieren, um bis zu 40 Prozent gesenkt werden.

## Nennenswerte Sperren
Beim Brand eines Busses am 4. August 2016 wurde die Tunneldecke des Gleinalmtunnels schwer beschädigt. Dadurch musste die Autobahn zwischen dem Knoten St. Michael und der Anschlussstelle Übelbach bis zum 25. August 2016 gesperrt werden. Die Umleitung erfolgte über Bruck an der Mur, über die Semmering-Schnellstraße S 6 und die Brucker Schnellstraße S 35; der Transitverkehr wurde weiträumig über die Tauern Autobahn A 10 und die Süd Autobahn A 2 umgeleitet.
Am 5. Oktober 2018 ereignete sich ein ähnlicher Feuerunfall, diesmal in der erst kurz davor eröffneten Oströhre. Dabei geriet ein Sondertransport mit einem 400-Tonnen-Kranwagen in Brand. Auch diesmal kam es zu einer längeren Sperre des Tunnels und zu Umleitungen wie oben bereits beschrieben. Der Tunnel wurde am 7. Dezember 2018 wieder für den Verkehr freigegeben.